# Марта (приток Качи)
Ма́рта (укр. Марта, крымскотат. Marta, Марта) — река в Бахчисарайском районе Крыма.

## Описание
Правый приток реки Кача, длиной 19,0 километров с площадью бассейна 76,0 км², объём стока — 5,36 млн м³, уклон реки 18,8 м/км, среднемноголетний сток, на гидропосте Верхоречье, составляет 0,157 м³/сек. В сборнике «Крымское государственное заповедно-охотничье хозяйство им. В. В. Куйбышева» 1963 года у Марты записаны длина реки 21,0 км, площадь бассейна 76,3 км², высота истока 540 м, устья — 228,3 м, уклон реки 15 м/км².
Длина реки — 19,9 км.
Исток реки находится в глубине внутренней гряды Крымских гор, в ущелье северо-западного склона горы Колар, на высоте около 620 м, примерно в полукилометре от бывшего посёлка Шахты. Частично река течёт по территории Крымского заповедника, вся долина покрыта лесами. У реки, согласно справочнику «Поверхностные водные объекты Крыма», 12 безымянных притоков длиной менее 5 километров и два крупных: правый Яныкер и левый — Финарос (в 5,5 км от устья). Марта впадает в Качу на западной окраине села Верхоречье в 45 км от устья, на отметке высоты около 260 м. Вводоохранная зона реки установлена в 100 м
Возможны ливневые паводки и сели. По сообщению наблюдателя поста в селе Верхоречье на реке Марте в 1924 году некоторые дома были занесены селевыми отложениями.